# 新古利亞伊夫卡
新胡利亞伊夫卡（烏克蘭語：Новогуляївка）是位於烏克蘭西南部的村莊，由敖德萨州贝雷济夫卡区的希里亞耶韋市鎮負責管轄。該村始建於1893年，面積0.37平方公里，海拔高度50米，2001年人口143，人口密度每平方公里386.49人。
47°19′48″N 30°15′13″E / 47.33000°N 30.25361°E